# Assainissement écologique
L'assainissement écologique (parfois appelé EcoSan, abréviation de l'anglais Ecological Sanitation) désigne de façon générale tout mode d’assainissement basé sur la dissociation des flux d'eaux ménagères et des excrétats et la valorisation de l'urine et des matières fécales par des toilettes sèches. Ce sont des alternatives aux méthodes classiques d'assainissements, tant collectifs qu'individuels (fosse septique, microstation d'épuration…)
Cette approche est caractérisée par une volonté de circularité en favorisant l'utilisation par l'agriculture des nutriments, ou plus généralement de toute la matière organique, contenus dans les excrétats. Cette approche permet de protéger les milieux aquatiques en traitant les urines et les matières fécales afin de les transformer en ressources à valoriser pour la fertilisation des sols.
Les dispositifs EcoSan ont pour principe de transformer les excrétats en ressource pour la production agricole comme pour des urinofertilisants comme le lisain dans l'objectif de réduire l'utilisation de ressources non renouvelables comme les engrais chimiques. Lorsque ces dispositifs sont bien dimensionnés et conçus ils permettent de façon hygiénique, économique et écologique le retour des nutriments aux sols.
À la base de l'assainissement écologique, il y a la gestion dissociée des eaux ménagères, par divers système le pouvoir épuration du sol (filtres plantés, filtres à broyat de bois) et des excrétats humains, par les toilettes sèches unitaires ou à séparation.

## Principes
Les principes et objectifs fondamentaux de l'assainissement écologique sont de, :
- réduire la pollution en amont ;
- maîtriser la consommation en eau ;
- réduire le risque sanitaire et environnemental ;
- être accessible à tous, culturellement, socialement, techniquement et économiquement ;
- responsabiliser l’individu.

Pour y parvenir les systèmes d’assainissements écologiques mis en œuvre s’appuient sur les concepts suivants :
- considérer les matières de façon différenciée ;
- traiter et valoriser les résidus ;
- utiliser des techniques ayant un bilan énergétique faible ;
- avoir une démarche locale avec un maximum d’autonomie.

Au cœur de l’assainissement écologique se situent les toilettes sèches.
Ainsi, les excréments mais aussi les résidus de cuisine et de jardin participent au recyclage de la biomasse.
Couplée au cycle de l’eau (captation d’eau de pluie, réutilisation des eaux savonneuses traitées), la valorisation de la biomasse dans l’agriculture permet de parfaire le concept global : considérer les déchets comme des ressources.

## Les systèmes plantés

### Définition et principes de fonctionnement
Dans une rivière, les pollutions faibles et ponctuelles sont épurées par les différentes composantes du milieu naturel. On parle de pouvoir d’auto-épuration du cours d’eau. Des microorganismes associés à des végétaux utilisent et transforment les substances indésirables. Le sol joue le rôle d’un filtre. C’est ce système qu’on reproduit artificiellement à domicile dans des bassins imperméables.
Le système d’assainissement par filtres plantés est conçu sur mesure. Son dimensionnement dépend de la quantité d’eau à traiter (on parle en équivalent habitant) mais aussi de la nature de la charge polluante (tous les produits n’ont pas le même degré de toxicité). Ce dernier paramètre découle directement de votre mode de vie : utilisation de toilettes sèches ou à eau, de produits d’entretien respectueux de l’environnement ou de produits conventionnels, il dépend aussi de notre mode de santé (traitements antibiotiques ou médecines douces). Une réflexion sur la limitation des pollutions en amont permet de réduire la surface du dispositif et donc le coût de l’installation.

### Les plantes
On choisit des plantes aquatiques ou de zones humides, en préférant des espèces locales. Une fois plantés dans vos filtres, roseaux et scirpes communs, iris des marais et menthes aquatiques se développent en utilisant les rejets à traiter. Elles servent de support de développement aux microorganismes et leur apportent l’oxygène issu de la photosynthèse via les racines. Elles consomment une partie des matières organiques et de l’azote rendu disponible par les bactéries dites nitrifiantes, retardent le colmatage de surface et assurent une bonne intégration paysagère de la station sur votre terrain.

### Les microorganismes
Ce sont des bactéries qui s’installent de façon naturelle dans les filtres. Elles consomment les matières organiques et permettent de déclencher des cycles biochimiques comme celui de l’azote.

### Le substrat minéral
Il s’agit de matériaux lavés et roulés de rivière de différentes granulométries ou de pouzzolane. On joue avec ces différentes tailles pour imposer aux eaux usées un certain cheminement dans le filtre, tout en assurant la rétention des matières en suspension. Il sert de support de développement aux plantes et aux microorganismes.

### La réalisation et le dimensionnement
Pour déterminer l’emplacement du filtre, la pente naturelle du terrain sera le facteur le plus important. La surface nécessaire pour un tel système d’assainissement varie d’un facteur de 5 en fonction du mode de vie, écologique ou conventionnel, des usagers. Le coût est fonction de la dimension mais également de votre implication dans l’autoconstruction. Il se situe entre 1 200 € et 3 200 €, pour une famille de 4 personnes (dont deux enfants).

### L’opérationnalité du filtre et son entretien
Le filtre sera fonctionnel dès la fin du chantier d’installation, néanmoins il n’atteindra son efficacité optimale qu’à l’issue d’un an au moins. La mise en fonctionnement comprend une période de mise en eau des différents bassins et le temps de reprise des plantes. La maintenance la plus lourde est de basculer deux vannes tous les quinze jours pour permettre une alternance des deux premiers bacs. En cas d’absence prolongée, vous devrez laisser les bacs se remplir pendant trois semaines avant le départ. Un tel système peut supporter des variations de température et de volumes d’eau à traiter (accueil temporaire de personnes). Il fonctionne aussi en hiver. Il conviendra également de veiller à ce que le dispositif ne se bouche pas (comme pour tout autre système d’assainissement) et ne manque pas d’eau. La croissance des plantes devra être surveillée la première année. Au bout de deux ans de fonctionnement, les plantes seront éventuellement fauchées à la fin de l’hiver. Le traitement préconisé est le compostage.

## Toilettes sèches
Comme leur nom l’indique, les toilettes sèches sont des toilettes qui fonctionnent sans eau. Leurs avantages sont multiples notamment l’arrêt d’une pollution nitratée, phosphatée et bactérienne importante liée à nos déjections.
Les toilettes sèches commencent à se développer au début du XXIe siècle. 

### Avantages des toilettes sèches
- en éliminant nos déjections de la voie aquatique, on diminue la pollution azotée et la pollution phosphatée de nos rivières « et l’on supprime quasiment entièrement la pollution bactérienne » (D. Marchand, ingénieur sanitaire DRASS). A contrario, avec des toilettes humides, cette pollution subsiste en partie même après traitement par les systèmes d’assainissement non collectif ou les stations d’épuration collectives ;
- le compost produit par l’utilisation de toilettes sèches permet une récupération d’unités d’azote et de phosphore importantes pour notre autonomie agricole. L’élément essentiel de cette technique consiste à mener une réflexion culturelle afin de percevoir nos matières comme une biomasse constituée d’éléments nutritifs nécessaires à l’équilibre de nos sols, qu’il faut en conséquence valoriser.
- la suppression de l’utilisation de l’eau pour évacuer nos excréments permet une économie de 20 % à 30 % de la consommation en eau annuelle d’un ménage[4].

### Inconvénient
Les toilettes sèches ne traitent pas les effluents produit dans les cuisines et salles de bain.

### Classification des toilettes sèches
D’un point de vue pratique, on distingue deux principaux types de toilettes sèches :
- les toilettes sèches avec séparation des urines et des matières fécales à la source (toilettes sèches à séparation, très développées dans les pays scandinaves) ;
- les toilettes sèches unitaires (toilettes sèches à litière bio-maîtrisée dites familiales : contrairement aux précédentes elles nécessitent un matériau tel que la sciure de bois).

Ces toilettes sèches peuvent être installées en extérieur mais de plus en plus elles sont intégrées au bâti.